# Lijst van nummer 1-hits in de Radio 2 Top 30 in 1973
Deze hits stonden in 1973 op nummer 1 in de BRT Top 30, de voorloper van de huidige Vlaamse Radio 2 Top 30.
| Nummer | Datum        | Artiest                         | Titel                                      |
| ------ | ------------ | ------------------------------- | ------------------------------------------ |
| 47     | 6 januari    | Freddy Breck                    | Überall auf der welt                       |
| 48     | 13 januari   | The Osmonds                     | Crazy horses                               |
|        | 20 januari   | The Osmonds                     | Crazy horses                               |
|        | 27 januari   | The Osmonds                     | Crazy horses                               |
|        | 3 februari   | The Osmonds                     | Crazy horses                               |
|        | 10 februari  | The Osmonds                     | Crazy horses                               |
| 49     | 17 februari  | Bonnie St. Claire & Unit Gloria | Clap your hands and stamp your feet        |
|        | 24 februari  | Bonnie St. Claire & Unit Gloria | Clap your hands and stamp your feet        |
| 50     | 3 maart      | Little Jimmy Osmond             | Long haired lover from Liverpool           |
| 51     | 10 maart     | Freddy Breck                    | Bianca                                     |
|        | 17 maart     | Freddy Breck                    | Bianca                                     |
|        | 24 maart     | Freddy Breck                    | Bianca                                     |
| 52     | 31 maart     | Middle of the Road              | Yellow boomerang                           |
|        | 7 april      | Middle of the Road              | Yellow boomerang                           |
| 53     | 14 april     | Demis Roussos                   | Forever and Ever                           |
| 54     | 21 april     | Gilbert O'Sullivan              | Get down                                   |
|        | 28 april     | Gilbert O'Sullivan              | Get down                                   |
|        | 5 mei        | Gilbert O'Sullivan              | Get down                                   |
|        | 12 mei       | Gilbert O'Sullivan              | Get down                                   |
|        | 19 mei       | Gilbert O'Sullivan              | Get down                                   |
| 55     | 26 mei       | Dawn                            | Tie a yellow ribbon round the ole oak tree |
|        | 2 juni       | Dawn                            | Tie a yellow ribbon round the ole oak tree |
|        | 9 juni       | Dawn                            | Tie a yellow ribbon round the ole oak tree |
|        | 16 juni      | Dawn                            | Tie a yellow ribbon round the ole oak tree |
|        | 23 juni      | Dawn                            | Tie a yellow ribbon round the ole oak tree |
|        | 30 juni      | Dawn                            | Tie a yellow ribbon round the ole oak tree |
|        | 7 juli       | Dawn                            | Tie a yellow ribbon round the ole oak tree |
| 56     | 14 juli      | Redbone                         | We were all wounded at Wounded Knee        |
|        | 21 juli      | Redbone                         | We were all wounded at Wounded Knee        |
|        | 28 juli      | Redbone                         | We were all wounded at Wounded Knee        |
|        | 4 augustus   | Redbone                         | We were all wounded at Wounded Knee        |
| 57     | 11 augustus  | Demis Roussos                   | Goodbye, my love, goodbye                  |
| 58     | 18 augustus  | Björn + Benny + Anna + Frieda   | Ring ring                                  |
| 59     | 25 augustus  | Bobby Vinton                    | Hurt                                       |
|        | 1 september  | Bobby Vinton                    | Hurt                                       |
|        | 8 september  | Bobby Vinton                    | Hurt                                       |
|        | 15 september | Bobby Vinton                    | Hurt                                       |
|        | 22 september | Bobby Vinton                    | Hurt                                       |
|        | 29 september | Bobby Vinton                    | Hurt                                       |
| 60     | 6 oktober    | Demis Roussos                   | My friend the wind                         |
|        | 13 oktober   | Demis Roussos                   | My friend the wind                         |
|        | 20 oktober   | Demis Roussos                   | My friend the wind                         |
|        | 27 oktober   | Demis Roussos                   | My friend the wind                         |
|        | 3 november   | Demis Roussos                   | My friend the wind                         |
| 61     | 10 november  | The Rolling Stones              | Angie                                      |
|        | 17 november  | The Rolling Stones              | Angie                                      |
| 62     | 24 november  | Demis Roussos                   | Schönes mädchen aus Arcadia                |
|        | 1 december   | Demis Roussos                   | Schönes mädchen aus Arcadia                |
|        | 8 december   | Demis Roussos                   | Schönes mädchen aus Arcadia                |
|        | 15 december  | Demis Roussos                   | Schönes mädchen aus Arcadia                |
|        | 22 december  | Demis Roussos                   | Schönes mädchen aus Arcadia                |
| 63     | 29 december  | Nick MacKenzie                  | Juanita                                    |